# Beaver Marsh
Beaver Marsh az Amerikai Egyesült Államok északnyugati részén, Oregon állam Klamath megyéjében, a U.S. Route 97 mentén és az azonos nevű láp közelében elhelyezkedő statisztikai település. A 2020. évi népszámláláskor 52 lakosa volt.
A Oregon Central Military Wagon Road fontos postakocsi-megállóhelye volt. A posta 1927–1928-ban működött.
A Beaver Marsh-i repülőtérnek egy futópályája és egy helikopter-leszállóhelye van.

## Éghajlat
A település éghajlata mediterrán (a Köppen-skála szerint Csb).

## Fordítás
- Ez a szócikk részben vagy egészben  a   Beaver Marsh, Oregon című angol Wikipédia-szócikk ezen változatának fordításán alapul.  Az eredeti cikk szerkesztőit annak laptörténete sorolja fel. Ez a jelzés csupán a megfogalmazás eredetét és a szerzői jogokat jelzi, nem szolgál a cikkben szereplő információk forrásmegjelöléseként.